# Psychologia kundalini-jogi
Psychologia kundalini-jogi. Według notatek z seminariów (1932) (The Psychology of Kundalini Yoga. Notes of the Seminar Given in 1932, Die Psychologie des Kundalini-Yoga. Nach Aufzeichnungen des Seminars 1932) – książka naukowa z dziedziny psychologii objaśniająca proces rozbudzania i wznoszenia w ciele energii kundalini śakti i tantryczną symbolikę osiągania poziomu kolejnych ćakr, jako adekwatny indyjski obraz przebiegu procesu indywiduacji człowieka. Zawiera treść wykładów Carla Gustava Junga, zredagowanych przez Sonu Shamdasaniego i opublikowanych pierwotnie w Princeton w 1996. Przekładu na język polski dokonał Robert Reszke dla Wydawnictwa KR. Książka ukazała się na polskim rynku w 2003 roku, jako tom drugi materiałów z seminariów jungowskich.

## Znaczenie jogi dla pracy psychoterapeuty
Zainteresowanie Junga kundalinijogą rozwinęło się po poznaniu marzeń sennych i fantazji pewnej Europejki wychowanej na Wschodzie. Odkrył on ich znaczenie psychologiczne dopiero wówczas, gdy natknął się na dzieło Arthura Avalona (właśc. John Woodroffe) Joga kundalini.Ścieżka poznania siebie (The Serpent Power. The Secrets of Tantric and Shaktic Yoga, Madras 1918).
Później przyznawał w swoich wypowiedziach otwarcie, iż symptomy obserwowane u niektórych z pacjentów możliwe są do zrozumienia, jeżeli terapeuta obeznany jest z symboliką kundalinijogi. Inaczej wielu takim symptomom nie można przypisać poprawnego znaczenia, jak również zrozumieć osobliwe somatyczne lokalizacje symptomów w ciele pacjentów.
Definicja Junga głosi, że pierwotnie joga była naturalnym procesem introwersji. Wywoływane praktykami jogi przemiany wewnętrzne uważał za uniwersalne, natomiast techniki i metody pozwalające sadhakom na ich osiągnięcie, za wynik uwarunkowań lokalnych, czyli owoce specyfiki kultury indyjskiej.

## Wykłady i seminaria Junga o ćakrach i kundalini
W opinii autora książki, pozostałe po psychologu rękopisy dowodzą, że analizował system kundalini i symbolikę lokalizowaną wewnątrz ludzkich ćakr jeszcze przed rokiem 1930. Następnie prowadził na temat ich wykłady do 1931 roku. Paralele hinduskie – wykład z 11 października 1930 został dołączony w apendyksie.
W czerwcu 1931, Jung aktywnie pomagał przy organizacji seminarium i wykładu Przegląd zagadnień jogi, jaki wygłosił w zuryskim Klubie Psychologicznym Jakob Wilhelm Hauer – indolog, profesor Uniwersytetu Tybingeńskiego.
Zanim C.G.Jung osobiście zaczął przybliżać system jogi indyjskiej słuchaczom swoich seminariów, do poprowadzenia wykładów w dniach 3–8 października 1932 Joga, a zwłaszcza znaczenie ćakr (Yoga, Especially the Meaning of the Cakras) podczas ich trwania w dniach 6–11 października, zaproszony został J.H. Hauer.
Shamdasani informuje również, iż indolog na czas trwania seminarium w 1932, przyjął zaproszenie żony Junga i zamieszkał w ich domu rodzinnym w Zurychu.
Materiał zamieszczony w treści książki Psychologia kundalini-jogi pochodzi z tych seminariów jungowskich z roku 1932. Seminarium składało się z sześciu wykładów po angielsku i niemiecku, profesora Hauera i nawiązujących do nich bezpośrednio, czterech wykładów samego Junga. Odczyty Junga stanowiły psychologiczny komentarz do wykładów indologa. Zamieszczono w publikacji komentarze do niemieckich wykładów Hauera z dni 5,6,8 października oraz angielski wykład samego indologa z 8 października.
Oprócz komentarzy psychologicznych do cyklu Joga, a zwłaszcza znaczenie ćakr, książka prezentuje dużo bogatsze merytorycznie, Seminaria Zuryskie C.G.Junga z dni 12, 19, 26 października i 2 listopada 1932, przeprowadzone dla uczestników wykładów Hauera, jak i nowych słuchaczy.

## Junga objaśnienia ćakr
W jodze kundalini ćakry to obszary ogniskowania się świadomości umiejscawiane w wymiarze mistycznym człowieka, organy indyjskiej fizjologii subtelnej korespondujące z organami wydzielania wewnętrznego w ciele fizycznym.
Każda ćakra jest całym światem, jest światem dla siebie samej – objaśnia Jung. Jest to zbieżne z definicją ćakry u W.Hauera jako symbolu doświadczania życia
przez jednostkę w danym okresie życia czy fazie rozwoju.

### Muladharaćakra
Ćakra muladhara odpowiada światu jaki znamy ze stanu jawy: tu podlegamy niewiedzy, popędom, i okolicznościom. To poziom naszej świadomości jako „ja” (czyli ego).
Kundalini w muladharze jest w stanie śpiącej królewny zjednoczonej z lingą. To poziom ziemi lub podziemia: krypta, pieczara, kościół dolny, piwnica
Indywidualne ludzkie „ja” na tym poziomie rozwoju, istnieje jako zarodek (mniej niż embrion) w świecie materialnym. Zdaniem Junga, dlatego hindus traktuje świat jak przedszkole i złudzenie. Równoważnie: dla naszego indywidualnego i świadomego bytu ziemskiego, dla psychologii muladhary, złudzeniem jest świat bogów hindusa. Jung potwierdza, iż w świecie współczesnym mamy wielu takich ludzi nienarodzonych: choć posiadają ciało fizyczne, uganiają się za celami i odnotowują osobiste sukcesy,  w rzeczywistości nigdy nie przyszli na ten świat
Natomiast wraz z obudzeniem energii kundalini następuje przebudzenie ze stanu muladhary, uruchamia się proces rozwoju nieosobniczego i depersonalizacja. Jednostka faktycznie wkracza na ścieżkę kundalinijogi.

### Swadhiszthanaćakra

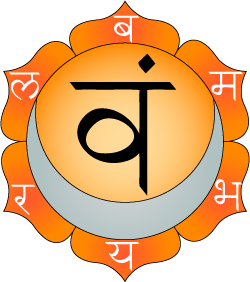
Symbolika swadhiszthany

Ćakra swadhiszthana to świat nieświadomości, świat żywiołu wody, ocean. Droga rozwoju wiedzie przez ceremonię chrztu z wody, przez narodzenie na nowo po śmierci symbolicznej przez (zanurzenie oddające) utonięcie. Wskutek pomyślnego przebiegu zanurzenia w pochłaniających wodach jednostka zyskuje miano podwójnie urodzonej (dwidźa) otrzymując nieśmiertelną duszę. Osiągnięcie tej ćakry może objawić się jako podróż w głąb duszy i stoczenie tam walki z potworem wodnym (Lewiatan, Makara). Owocem zanurzenia i udanego powrotu jest przemiana w istotę duchową. Jung warunkuje jednak taki osiąg rozbudzeniem energii kundalini. To zaś uzależnia od impulsu wewnętrznego w człowieku, pochodzącego z poziomu buddhi, który poprzez ocean pchnie nas na drodze indywiduacji, ku następnej ćakrze. Chodzi tu o impuls nadrzędny względem woli ego człowieka, który spowoduje, że nie ucieknie na sam widok Lewiatana, a wręcz przeciwnie – wyda takiej wewnętrznej przeszkodzie bitwę. W terminologii psychologicznej dochodzi do konfrontacji z nieświadomością.
W symbolice indyjskiej, w przestrzeni swadhiszthanaćakry występuje potwór Makara, ale i sierp Księżyca (półksiężyc z wierzchołkami zwróconymi w górę). To jakby czara napełniona duszami ostatnio zmarłych, które czasie pełni Księżyc oddaje Słońcu, gdzie otrzymują nowe życie – taki mit manichejski przytacza Jung, kończąc wykład o drugiej ćakrze.

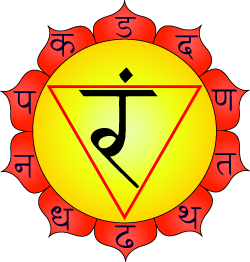
Symbolika manipury

### Manipuraćakra
Ćakra manipura to ośrodek żywiołu ognia i wschodu (objawienia się) Słońca, które jednostka powinna utożsamić. Równocześnie wszystkie emocje i namiętności eksplodują. Manifestują na zewnątrz ich płomienie, na światło dzienne wychodzą skrywane wady i tłumione emocje. Zachodzi proces, który psychologia analityczna nazywa konfrontacją z cieniem (z archetypem cienia). Gdy miotany humorami człowiek zaczyna zatrzymywać się i poprzez procesy myślowe docieka swoich motywów, wynikiem jest kres jedynowładztwa człowieczego „ja”. Ego po raz pierwszy poznaje autonomiczny, autentyczny, niezależny od niego czynnik psychiczny współistniejący w psychice – przyczynę pustoszących i upiornych emocji. Wtedy może osiągnąć kolejną wyższą ćakrę.

### Anahataćakra

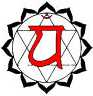
Anahata

Ćakra anahata to ośrodek żywiołu powietrza.
Odwrót skutkujący nieutożsamianiem się z emocjami, poprzez rozpoznanie ich czynnika psychogennego, powoduje rozpoczęcie procesu indywiduacji: człowiek zaczyna się stawać tym, co nie jest „ja”
, „ja” (ego) odkrywa nieosobową, obiektywną Jaźń (archetyp Jaźni).
Tutaj zachodzi odnalezienie puruszy: istoty, którą my nie jesteśmy, istoty, która nas zawiera; jest ona większa, ważniejsza od nas, istnieje wyłącznie na płaszczyźnie psychicznej
, którą Jung nazywa Jaźnią w znaczeniu psychologicznym.
Na opisie funkcjonowania człowieka inspirowanego Jaźnią, kończy się drugi z wykładów Junga.

### Wiśuddhaćakra
Ćakra wiśuddha koresponduje z żywiołem akaśa (eteru), myśleniem abstrakcyjnym, światem pojęć i rzeczywistością psychiczną. Na tym poziomie Jung sytuuje pełne poznanie bytu psychicznego jako zasadniczej istoty świata zachodzące dzięki przeżytemu doświadczeniu, a nie poprzez dociekania i spekulacje umysłu. Autor daje za przykład Boga niepodlegającego prawom czasu i przestrzeni: jeśli zaistnieje doświadczenie psychiczne – to uznamy je jako fakt psychiczny, koncepcję czy pojęcie Boga wywiedziemy dopiero ze zrozumienia tego faktu psychicznego. Dla człowieka, który osiągnął poziom tej ćakry, właśnie fakty psychiczne stanowią realność: realność psychiczna stoi tu niejako w opozycji do realiów fizycznych. Wiśuddha w procesie indywiduacji odpowiada doświadczeniom archetypu Starego Mędrca.

### Adźńaćakra
Ćakrę adźńa, w charakterystyce Junga, dominuje tematyka Boga: nie ma tu żadnego czynnika psychicznego a jedyną rzeczywistość stanowi Bóg
. Wkraczając na poziom adźńaćakry, człowiek istniejący w pełni jako realność psychiczna, staje w obliczu innej realności psychicznej – odwiecznego obiektu psychicznego (czyli Boga). Zachodzi pełne utożsamienie z tym „nie-ja”, rozpłynięcie w Nim
, powrót do miejsca początku. To poziom pełni świadomości o wszystkim, wszechogarniającej wiedzy, doświadczanie bytu we wszystkim co istnieje. Śiwa i Śakti są zjednoczeni, Śpiąca Królewna (kundaliniśakti), teraz manifestując się pod postacią Dewi, powróciła do Boga.

### Sahasraraćakra
Ćakra sahasrara opisana jest jako pozostająca poza doświadczaniem, ponieważ zachodzi jedność wszystkiego z wszystkim. Cytując opis z tego rozdziału: nie ma już Boga, jest tylko Brahman.

## Junga ocena poziomu cywilizacji
Stosując indyjską hierarchię ćakr będącą tematem książki, autor w treści czwartego wykładu, podejmuje się zadania oceny poziomu społeczeństwa cywilizacji zachodniej. Naszą świadomość („ja”) z doświadczeń indywidualnych życia codziennego sytuuje na stopniu muladhary (pierwsza ćakra). To świat „tu i teraz”, pragmatyki i konkretów, tu wypełniamy nasze życie indywidualne. Na tym poziomie decydujący głos mają potrzeby ciała. Porównuje ludzi broniących opinii indywidualnych, nie znających wartości nieosobniczych, do zwierząt wyższych zależnych od środowiska i ludzi pierwotnych dążących do doskonałej harmonii z naturą. Trwa to dopóki „ja” człowieka, utożsamia się ze świadomością.
Aby spowodować kres niewoli w świecie muladhary, musimy obudzić kundalini.

## Junga objaśnienia wahan
W treści seminariów jungowskich poświęconych kundalinijodze, znajdują się również interpretacje symboli zwierzęcych, które tradycja indyjska wiąże z ćakrami. Interpretacje te dotyczą znaczenia postaci wierzchowców (wahana) bóstw żywiołów, powiązanych z daną ćakrą.
- słoń w muladharze – najsilniejszy wśród zwierząt – libido, wola czynu
- makara w swadhiszthanie – zwierzę otchłani, potwór świata podziemnego, niebezpieczeństwo głębi psychiki
- baran w manipurze – ofiara z ludzkich namiętności i pożądań
- antylopa w anahacie (bliska symbolice jednorożca) – ulotniść czynnika psychicznego oraz puruszy, znikome podleganie prawom świata,
- biały słoń w wiśuddhi – siła słonia pomagająca zrozumieć czyste abstrakcje (fakty czysto psychiczne), będące obiektami doświadczeń na poziomie tej ćakry,
- brak wahany w adźńaćakrze i wyżej

Jung wskazuje iż są to kolejne stopnie przekształcania siły pierwotnej, czynnika psychicznego który oddziałuje na ego. Najbardziej nieprzepracowana, pierwotna forma zwierzęca to słoń w muladharze – końcowa to pełen mocy wysubtelniony biały słoń ćakry piątej.

## Znaczenie kundalinijogi dla psychologii
Jesteśmy wdzięczni jodze tantrycznej – pisze Jung i uzasadnia to tym, że joga:
- systematyzuje doświadczenia, które są udziałem ludzi. Umożliwia ich klasyfikacje i podaje przyporządkowane im tradycyjne nazewnictwo
- zawiera symbolikę, której znaczenia obejmują wszystkich ludzi (powszechną, dla całej wspólnoty ludzkiej)
- opisuje etapy jakie przechodzi świadomość jednostki.

Naukę o ćakrach i kundalini autor nazywa „kosmicznym systemem ćakr” w opozycji do struktur psychiki w zakresie ego (osobniczych) i świadomości. Kosmiczną perspektywę odnosi do całego świata psychiki, do obrazu psychiki z perspektywy wszechogarniającej świadomości boskiej.

## Recepcja w źródłach polskich
- Do pozycji „Psychologia kundalini-jogi”, jako szczegółowego źródła opisującego symbolikę ćakr kieruje czytelników autorka książki „Joga. Droga do transcendencji”[14].